# Chelostoma dolosum
Chelostoma dolosum är en biart som först beskrevs av Raymond Benoist 1935.  Chelostoma dolosum ingår i släktet blomsovarbin, och familjen buksamlarbin. Inga underarter finns listade i Catalogue of Life.